# Montfortista
Montfortista is een geslacht van weekdieren uit de klasse van de Gastropoda (slakken).

## Soorten
- Montfortista excentrica (Iredale, 1929)
- Montfortista kirana (Habe, 1963)
- Montfortista oldhamiana (Nevill, 1869)
- Montfortista panhi (Quoy & Gaimard, 1834)